# 俄罗斯的格罗布斯特
俄罗斯的格罗布斯特（英文：Russia Globster）是指2018年8月在俄罗斯堪察加半岛发现的一具大型神秘海洋生物尸体。2018年8月15日《西伯利亚时报》（The Siberian Times）的一则新闻称在堪察加半岛Pakhachi发现一具毛茸茸的巨大白色“海怪”尸体。据报道，这具尸体没有明确眼睛与头部，疑似有一条“尾巴”或“触手”，被发现时已经因腐败而散发恶臭。目击者无法就这具尸体进行辨识或将其移走，有目击者认为这是冻土中的猛犸象尸体，另一观点则认为尸体来自北极。俄罗斯海洋学家谢尔盖·科尔涅夫认为尸体属于一只鲸鱼，由于死去很久因此一部分组织脱离主体漂流至堪察加半岛。